# Киселевичи (платформа)
Киселе́вичи (бел. Кісяле́вічы) — остановочный пункт электропоездов в западной части города Бобруйск (Могилёвская область, Белоруссия).
Расположен между железнодорожными станциями Мирадино и Бобруйск (отрезок Осиповичи — Жлобин железнодорожной линии Минск — Гомель).
Примерное время в пути со всеми остановками от ст. Минск-Пассажирский — 3 ч. 8 мин.; от ст. Осиповичи I — 49 мин., от ст. Жлобин — 1 ч. 37 мин.